# Potez 650
Potez 650 je bilo francosko dvomotorno vojaško transportno letalo. Razvit je bil iz potniškega Potez 62. 650 je bil namensko grajen za padalce. Zgradili so samo 15 letal, ki so jih uporabljali tudi med 2. svetovno vojno. 

## Različice
Potez 65, Potez 650 TT
Originalni Potez 650.
Potez 650
Za Francoske letalske sile
Potez 651
Za Romunske letalske sile, pogon 2x Gnome-Rhône 14K zvezdasti motor

## Operaterji
Francija
- Francoske letalske sile - (Potez 650)

 Romunija
- Romunske kraljeve letalske sile (Potez 651)

## Tehnične specifikacije (Potez 650)
Splošne značilnosti
- Dolžina: 17,32 m (56 ft 10 in)
- Razpon kril: 22,45 m (73 ft 8 in)
- Višina: 39 m (127 ft 11 in)
- Površina kril: 76 m2 (820 sq ft)
- Teža praznega letala: 4.632 kg (10.212 lb)
- Maks. vzletna teža: 7.500 kg (16.535 lb)
- Pogon letala: 1 × Hispano-Suiza 12Xgrs1 Tekočinsko hlajeni 12-valjnik, 540 kW (720 hp)
- Pogon letala: 1 × Hispano-Suiza 12Xhrs1 Tekočinsko hlajeni 12-valjnik, 540 kW (720 hp)

Zmogljivost
- Maks. hitrost: 300 km/h (186 mph; 162 kn) na 2.000 m (6.600 ft)
- Potovalna hitrost: 250 km/h (155 mph; 135 kn) at 2.000 m (6.600 ft)
- Doseg: 1.200 km (746 mi; 648 nmi)